# Espunyolet
Espunyolet és una dansa típica catalana ballada per una sola parella amb aire cerimonial. És un clar exemple de la música heretada de la Cort Francesa, que en el seu inici va ser ballada per la noblesa en els salons dels palaus durant les seves festes i que, de mica en mica, la gent del poble va arribar a fer-se pròpia. Un dels punts de ball més utilitzat és el pas punta-taló, i les reverències tant per part d'ell com d'ella.